# Crosbysaurus
Crosbysaurus là một chi Archosauriformes sống vào thời kỳ Trias muộn tại Arizona, New Mexico, Bắc Carolina, Texas, và Utah. Hóa thạch của nó được tìm thấy tại Thành hệ Chinle và Nhóm Dockum của miền tây bắc Hoa Kỳ. Loài điển hình là C. harrisae.